# Higher Ground (Stevie Wonder-låt)
Higher Ground är en R&B-låt skriven av Stevie Wonder och finns med på hans soloalbum Innervisions som gavs ut 1973. Låten nådde fjärde plats på Billboard Hot 100. Musikmagasinet Rolling Stone rankar låten som #261 på sin lista på de 500 bästa låtarna genom tiderna.

## Coverversioner

### Red Hot Chili Peppers
Den amerikanska rockgruppen Red Hot Chili Peppers har gjort en cover på låten. Den finns med på deras album Mother's Milk som släpptes 1989. Red Hot Chili Peppers släppte senare sin version som singel. Denna version av låten finns med i filmer som "Mighty Morphin Power Rangers: The Movie" (1995), "Center Stage" (2000), "Walking Tall" (2004) och "The Longest Yard" (2005). En cover på denna version av låten användes i spelet tv-spelet Guitar Hero.

### Övriga covers
Andra kända framträdanden med Higher Ground har gjorts av bland andra sångerskan Alicia Keys, som sjöng den tillsammans med Steive Wonder och Lenny Kravitz på 2004 års upplaga av MTV Video Music Awards, och rocksångaren Chris Daughtry som uppträdde med Higher Ground i American Idol år 2006.